# Lawsonia (plante)
Genre
Classification phylogénétique
Lawsonia est un genre de plantes à fleurs de la famille des Lythraceae.

## Liste d'espèces
- Lawsonia inermis L. — le henné
- Lawsonia odorata L.